# Vlajka prezidenta Slovenska

Vlajka prezidenta SR

Vlajka prezidenta Slovenské republiky (slovensky: Štandarda prezidenta Slovenskej republiky) je
symbol funkce Prezident Slovenské republiky a jeden z neoficiálních symbolů Slovenské republiky.

## Popis

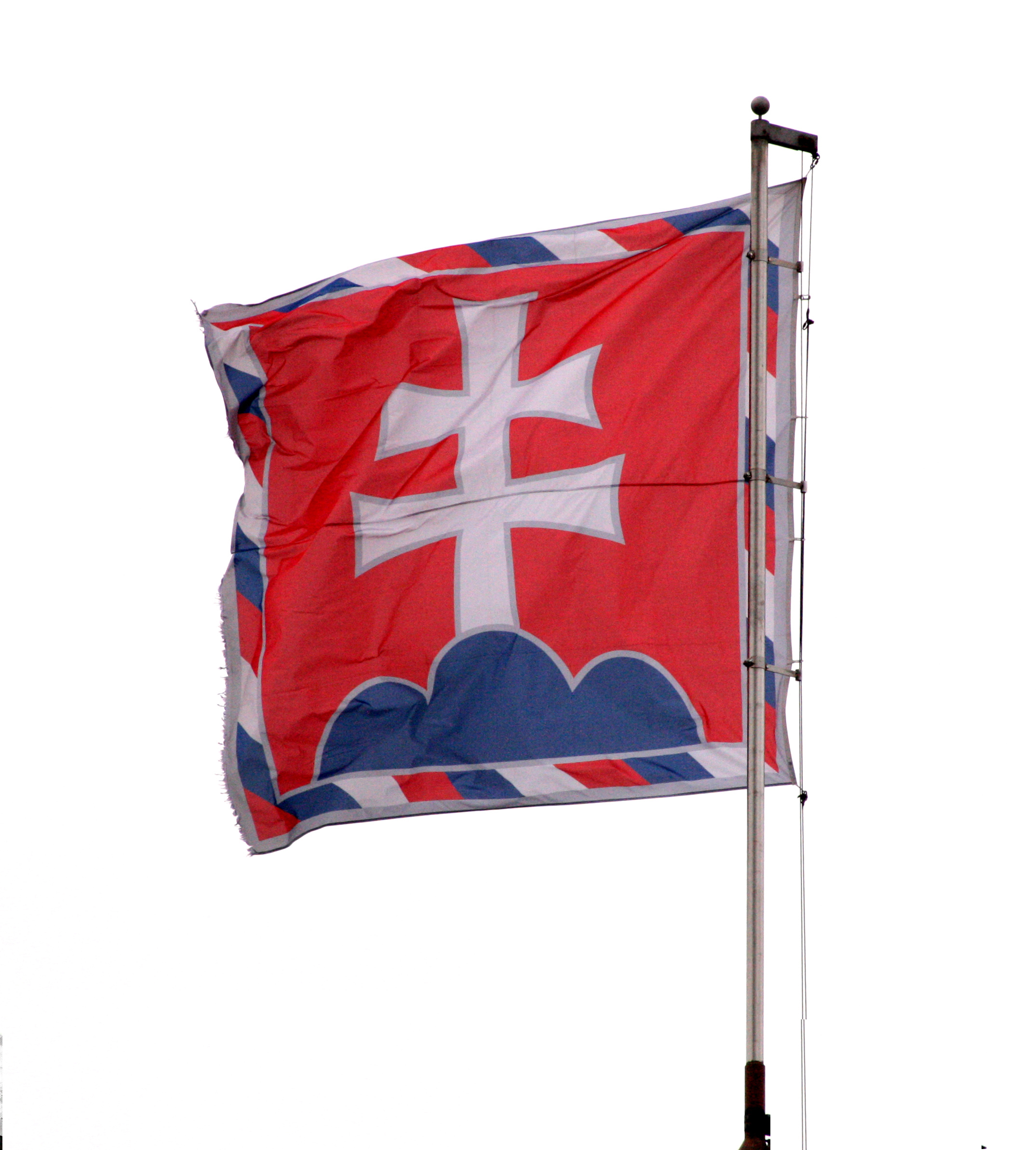
Vlajka prezidenta SR

Vlajka (Standarta) prezidenta Slovenské republiky má červený čtvercový list, na němž je symbol státního znaku - modré trojvrší s bílým dvouramenným křížem. Okraje čtverce jsou lemovány linky v národních barvách (bílá-modrá-červená).

### Oficiální popis
Oficiální popis dle Zákona č. 51/1993 z 19. ledna 1993 o štandarde prezidenta Slovenskej republiky:
| „ | Štandarda prezidenta Slovenskej republiky má podobu červeného štvorca, z ktorého spodného okraja vyrastá modré trojvršie s bielym dvojitým krížom v proporciách štátneho znaku Slovenskej republiky. Bielo-modro-červený lem vychádza bielou farbou z horného rohu štandardy od žrde. Kresba znamenia je strieborná, strieborná linka lemuje červený štvorec aj celú štandardu. | “ |

## Použití
- Vlajka prezidenta Slovenské republiky se používá na označení jeho trvalého nebo dočasného sídla.
- Vlajka prezidenta Slovenské republiky se může použít při výkonu funkce Prezident Slovenské republiky.